# Hieracium northroense
Hieracium northroense es una especie de planta con flor del género Hieracium, de la familia Asteraceae, orden Asterales.

## Distribución
Hieracium northroense se distribuye por Inglaterra.

## Taxonomía
Fue descrita científicamente por Pugsl.